# San Marcos de León
San Marcos de León es una localidad del estado mexicano de Veracruz. Es parte del municipio de Xico.

## Toponimia
El nombre «San Marcos de León» hace referencia al santo patrono de la localidad: Marcos el Evangelista. De 1932 a 1985 la localidad fue nombrada «Emilio F. Betancourt» en honor al pedagogo cubano Emilio Fuentes y Betancourt, director de la Escuela Normal Veracruzana.

## Demografía
| Gráfica de evolución demográfica |
|                                  |

| Censo | Población |
| ----- | --------- |
| 1900  | 824       |
| 1910  | 1 102     |
| 1921  | 633       |
| 1930  | 1 226     |
| 1940  | 671       |
| 1950  | 1 814     |
| 1960  | 1 814     |
| 1970  | 2 463     |
| 1980  | 3 078     |
| 1990  | 5 354     |
| 1995  | 5 645     |
| 2000  | 6 128     |
| 2005  | 6 559     |
| 2010  | 7 256     |
| 2020  | 7 738     |